# Austin FC
Austin Football Club is een Amerikaanse voetbalclub uit Austin, Texas. De club debuteerde in 2021 in de Western Conference van de Major League Soccer en speelt haar thuiswedstrijden in het Q2 Stadium.

## Geschiedenis

### Voorgeschiedenis
Austin was de grootste Amerikaanse stad zonder een professioneel sportteam op het hoogste niveau toen Austin FC in 2021 begon deel te nemen aan de Major League Soccer. De stad kende eerder al wel professionele voetbalclubs, waaronder Austin Aztex en Austin Bold, maar een club op het hoogste niveau had de stad niet. Het idee voor een MLS-club ontstond in 2017 toen de eigenaren van Columbus Crew een verhuizing naar Austin overwogen voor het seizoen 2019. Deze verhuizing kwam niet van de grond en in januari 2019 werd er een overeenkomst bereikt waarbij Columbus Crew zelfstandig bleef en tegelijkertijd Austin FC werd aangewezen als nieuwe uitbreiding voor het seizoen 2021.

### Eerste seizoenen
Josh Wolff werd in juli 2019 aangenomen als eerste hoofdtrainer van de club, terwijl Claudio Reyna later dat jaar de eerste sportief directeur van de club werd. Onder aanvoering van Alexander Ring speelde Austin FC op 17 april 2021 haar eerste wedstrijd in de Major League Soccer. Op bezoek bij Los Angeles FC werd met 2-0 verloren, maar een overwinning bleef niet lang uit want een week later werd er met 3-1 gewonnen van de Colorado Rapids. Diego Fagúndez scoorde het eerste doelpunt namens Los Verdes. In de zomer van haar debuutseizoen voegde de club Sebastián Driussi toe aan de selectie. Hij zou later de eerste speler worden die 10, 20 en 30 doelpunten voor de club zou scoren en werd in 2022 als eerste spelers namens Austin FC een MLS All-Star. Haar debuutseizoen eindigde de club op de twaalfde plaats in de Western Conference.
In 2022 wist de club zich wel te plaatsen voor de MLS-playoffs, nadat het als tweede was geëindigd in de Conference. In de eerste playoff-ronde werd Real Salt Lake uitgeschakeld, maar FC Dallas was daarna te sterk in de Conference-finale. Door haar behaalde positie op de ranglijst in 2022 mocht Austin FC in het daaropvolgende seizoen debuteren in de CONCACAF Champions League. Het Haïtiaanse Violette was hierin over twee wedstrijden met 3-2 te sterk. Daarnaast debuteerde het in de Leagues Cup, maar hierin kwam het niet verder dan de groepsfase. Austin FC kwalificeerde zich in 2023 niet voor de playoffs om de MLS Cup. Ondanks de tegenvallende resultaten van dat seizoen maakte sportief directeur Rodolfo Borrell bekend de samenwerking met hoofdtrainer Josh Wolff in 2024 voort te zetten.

## Bekende (oud-)Oaks

### Spelers
- Matt Besler
- Sebastián Driussi
- Diego Fagúndez
- Ethan Finlay
- Brendan Hines-Ike
- Danny Hoesen
- Hector Jiménez
- Emiliano Rigoni
- Alexander Ring
- Aaron Schoenfeld
- Gyasi Zardes